# Barão de Itapemirim
Barão de Itapemirim é um título nobiliárquico brasileiro criado por decreto de 15 de novembro de 1846, por D. Pedro II do Brasil, em favor a Joaquim Marcelino da Silva Lima.
Titulares
1. Joaquim Marcelino da Silva Lima;[1]
2. Joaquim Antônio de Oliveira Seabra – genro do anterior;[1]
3. Luís de Siqueira da Silva Lima – filho do primeiro.[1]